# Grand Prix 1926
Grand Prix-säsongen 1926 var den andra säsongen med Världsmästerskapet i Grand Prix racing. Mästerskapet vanns av Bugatti.

## Grand Prix i VM
| Grand Prix                                   | Bana         | Datum       | Vinnande förare              | Vinnande konstruktör |
| -------------------------------------------- | ------------ | ----------- | ---------------------------- | -------------------- |
| Indianapolis 500                             | Indianapolis | 31 maj      | Frank Lockhart               | Miller               |
| Frankrikes Grand Prix                        | Miramas      | 27 juni     | Jules Goux                   | Bugatti              |
| San Sebastiáns Grand Prix/Europas Grand Prix | Lasarte      | 18 juli     | Jules Goux                   | Bugatti              |
| Storbritanniens Grand Prix                   | Brooklands   | 7 augusti   | Robert Sénéchal Louis Wagner | Delage               |
| Italiens Grand Prix                          | Monza        | 5 september | Louis Charavel               | Bugatti              |